# Гринкевич, Станислав Семёнович
Станисла́в Семёнович Гринке́вич (2 февраля 1902 — 25 июля 1945) — советский белорусский общественный, религиозный и культурный деятель, врач-психоневролог, публицист, переводчик, популяризатор науки. Брат белорусского священника Франтишека Гринкевича.

## Биография
Гринкевич учился на медицинских факультетах Вильнюсского и Познанского университетов. Работал в клиниках Познани, в Хорашче около Белостока, в Вильнюсе. В 1931—1936 годах был вице-председателем движения Белорусская христианская демократия; членом президиума Белорусского национального комитета. Был членом Белорусского научного общества. Печатался в журналах «Студенческая мысль», «Колосья», «Путь молодёжи», газетах «Белорусская криница», «Христианская мысль», «Новая жизнь». В 1936 году его брошюра «Просвещение» была изъята полицией, а сам автор оштрафован и на две недели заключён. Автор научно-популярных работ по медицине и гигиене, с лекциями ездил по западнобелорусским городам и деревням.
С приходом в Вильнюс советских войск был арестован, но сумел бежать с поезда во время вывоза заключённых. В годы немецкой оккупации Вильнюса занимался культурной деятельностью. Воздерживался от сотрудничества с немцами. Принимал участие в национальном подполье. Снова арестован советскими властями в ноябре 1944 года. Вывезен сначала в Минск, потом в Могилёв. 18 мая 1945 года военным трибуналом Белорусско-литовского военного округа приговорён к высшей мере наказания. Расстрелян.

## Публикации
Публикации С. Гринкевича определяются проблемным подходом, актуальностью, фундаментальным научным уровнем («3 замечания о характере белорусов», «О праве на Родину», «Культура и задачи национальной работы», «Гигиена психическая как проблема основных отношений к жизни», «Психоанализ и проблемы литературные и общественные», «Воспитание характера» и др.). Автор работы «Народ», книги «О театре», пьесы «Женитьба по радио», рассказа «Арляне» (все 1927), повести «Церковь. Месть. Темница» (1928), книги «Советы больным и здоровым» (1935), эссе «У братьев украинцев» (1936). Работа С. Гринкевича «Просвещение» (1936) была конфискована, а автор арестован польскими властями. Перевёл с латинского языка труд известного аскета и мистика Фомы Кемпийского «О подражании Христу».